# Earomyia aquilonia
Earomyia aquilonia är en tvåvingeart som beskrevs av Mcalpine 1956. Earomyia aquilonia ingår i släktet Earomyia och familjen stjärtflugor.
Artens utbredningsområde är Alberta. Inga underarter finns listade i Catalogue of Life.